# Surgut
Surgut (rusky Сургут, chantyjsky Сәрханӆ) je město v Rusku, správní středisko Surgutského rajónu v Chantymansijském autonomním okruhu – Jugře, největší město oblasti a jedno z mála ruských měst, které počtem obyvatel i průmyslovým potenciálem převyšuje správní středisko oblasti (Chanty-Mansijsk). Žije zde přibližně 396 tisíc obyvatel. Nachází se zde vlakové nádraží, přístav na pravém břehu řeky Ob a mezinárodní letiště. Jakožto hospodářské centrum větší těžařské oblasti bývá Surgut neoficiálně nazýván jako ruské hlavní město ropy.

## Historie
Město Surgut patří k nejstarším sibiřským městům. Bylo založeno na základě nařízení, které dal car Fjodor I. 19. února 1594 vévodovi knížeti Fjodoru Borjatinskému. Šedesátá léta minulého století byla časem obrození města, které se stalo centrem těžby ropy a zemního plynu. V polovině 20. let akademik Gubkin předpověděl, že jsou na západní Sibiři obrovské zásoby zemního plynu a ropy, ale kvůli začátku 2. světové války a dalších problémů se s využitím ropných a plynových nalezišť muselo počkat delší dobu. Až v polovině 60. let výprava pod vedením Salmanova, které se zúčastnilo 30 rodin geologů, přišla do okolí Surgutu. A vcelku brzy na místě dnešního Surgutu vytryskl první ropný vrt.